# Shadowcaster
Shadowcaster è un ibrido action RPG/sparatutto in prima persona, sviluppato da Raven Software (futuri creatori di Heretic e HeXen). Uscito nel 1993 per MS-DOS, Shadowcaster utilizza una versione preliminare del motore grafico in fase di sviluppo da parte di id Software, poi utilizzato in Doom.

## Modalità di gioco
Il giocatore veste i panni di Kirt, un ragazzo che ha la capacità di mutare il proprio corpo in diverse forme: tra gli altri un enorme felino, un drago e un mostro tentacolato. Nell'inizio del gioco Kirt scopre di non essere umano, ma di provenire da un universo parallelo dove, da secoli, viene combattuta una guerra fra creature in grado di mutare e demoni malvagi. Il ragazzo e suo nonno sono gli ultimi della loro specie, e ora devono difendersi dagli esseri malvagi che vogliono ucciderli: grazie ad un portale aperto dal nonno, Kirt raggiungerà il suo vero mondo, dove dovrà imparare a controllare i suoi poteri e a fermare i demoni.